# George Ortiz
George Ortiz, né à Paris le 10 mai 1927 et mort le 8 octobre 2013, est un collectionneur d'art. Sa collection est considérée comme l'une des plus importantes collections d'art antique actuellement en mains privées.

## Biographie
George Ortiz naît dans le 16e arrondissement de Paris en 1927. Son père, Jorge Ortiz Linares, est ambassadeur de Bolivie en France, sa mère Graziella est la fille de l'industriel bolivien Simón I. Patiño, qui avait fait fortune dans l'exploitation des mines d'étain. George Ortiz étudie en France, au Royaume-Uni et aux États-Unis. Après ses études, il s'installe à Paris puis à Genève en Suisse d'où il gère ce qu'il reste de la fortune familiale. En 1949, c'est un voyage en Grèce qui lui révèle une passion pour les objets d'archéologie antique. Il commence alors une collection d'objets antiques qui est une des plus fastueuses réalisée par un privé à l'époque moderne. À partir de 1970, il s’intéresse à l'art polynésien et à l'art de l'Himalaya.
En octobre 1977, la fille de George Ortiz, Graziella, est kidnappée à Genève : pour payer la rançon, il emprunte et se résout à vendre une partie de sa collection en 1978 pour rembourser. Par la suite, il en rachètera des éléments. Depuis les années 1990, il a décidé de stopper ses acquisitions.
La George Ortiz Collection participe au projet Ikono destiné à la démocratisation de l'accès à l'art, ainsi qu'à son média Ikono.tv.

## La Collection George Ortiz
La collection de George Ortiz comporte environ 1500 pièces dont 300 sont des chefs-d'œuvre de première importance.
Depuis 1993, plusieurs expositions, ont montré au public la richesse de cette collection.
Parmi les pièces les plus remarquables :
- statuette de bronze d'Ajax[Lequel ?] (33 cm), Ier siècle, peut-être du même modèle que le torse du Belvédère.
- cratère à volute en bronze (66 cm), fin du VIe siècle av. J.-C.
- Apollon de Lousoi, Grèce Ve siècle av. J.-C, ancienne collection de la comtesse de Béhague.
- rython en argent et dorure à tête bi-face de Janus (28 cm), IVe siècle av. J.-C.
- grande tête de style indo-grec en marbre (58 cm), peut-être le prince Siddhartha, Pakistan, vers le IIe siècle.
- buste du pharaon Amenemhat III, cuivre (46,5 cm), proviendrait du Fayoum, XVIIIe siècle av. J.-C.

## George Ortiz etUnidroit
À la suite de l'exposition de Londres, une vive polémique éclate sur l'origine de certaines pièces de sa collection, soupçonnées de provenance incertaine. Les gouvernements et l'opinion publique sont de plus en plus sensibles à la préservation des droits des États sur l'inaliénation des œuvres de leur patrimoine et intensifient la lutte contre les dérives du  marché de l'art qui encourage les pillages archéologiques. Contrairement à de nombreux collectionneurs préférant rester dans l'ombre, George Ortiz défend l'option d'un marché de l'art libre, meilleur protecteur des œuvres et de l'ouverture culturelle que les États repliés sur des conceptions ethnocentriques et des lois restrictives dont l'application aveugle amène à des désastres encore plus préjudiciables que les pillages.